# 3,7 cm FlaK 18/36/37/43
3,7 cm Flak 18/36/37/43 – holowana, automatyczna armata przeciwlotnicza kalibru 37 mm wykorzystywana przez Niemców w czasie II wojny światowej. Armata ta była ciągle udoskonalana, więc powstało kilka wersji tego działa.
Armata przeciwlotnicza 3,7 cm Flak 18 weszła do uzbrojenia w 1935 w czasie gdy nazistowskie Niemcy jeszcze ukrywały swoje zbrojenia. Cyfra 18 w nazwie miała sugerować, że projekt tej armaty powstał w 1918, czyli w chwili gdy jeszcze nie zaczęły obowiązywać postanowienia traktatu wersalskiego. Traktat ten bowiem zakazywał prowadzenia prac badawczych nad nowym uzbrojeniem.
Prace nad tą armatą trwały jednak dalej i już w 1936 pojawił się nowy, udoskonalony model tej armaty czyli 3,7 cm Flak 36. Zmiany dotyczyły podstawy, która stała się lżejsza. Masę armaty w położeniu bojowym udało się zmniejszyć do 1550 kg. Natomiast masa w położeniu marszowym uległa zmniejszeniu aż do 2400 kg. Zwiększono też szybkostrzelność praktyczną z 80 do 120 strzałów na minutę. W 1937 pojawiła się niewielka zmiana, ponieważ zmodernizowano tylko system celowniczy. Armatę z tym nowym celownikiem oznaczano jako 3,7 cm Flak 37.  
W chwili wybuchu wojny Wehrmacht posiadał 1030 sztuk armat przeciwlotniczych 3,7 cm Flak 18/36/37. Umieszczane były one w bateriach artylerii przeciwlotniczej po 9 sztuk.
W 1943 nastąpiła kolejna, tym razem już dosyć gruntowna modernizacja, a ten nowy model oznaczano jako 3,7 cm Flak 43. Armata stała się jeszcze lżejsza. Masa w pozycji bojowej wynosiła 1250 kg. Natomiast masa w położeniu marszowym to 2000 kg. Zwiększono też szybkostrzelność praktyczną do 150 strzałów na minutę. Szybkostrzelność teoretyczna wynosiła teraz 180 strzałów na minutę. Zwiększono też kąt ostrzału pionowego z 85° do 90°.